# Limbé (Haiti)
Limbé este o comună din arondismentul Limbé, departamentul Nord, Haiti, cu o suprafață de 125,8 km2 și o populație de 77.574 locuitori (2009).